# Foreste di conifere costiere della Scandinavia
Le foreste di conifere costiere della Scandinavia sono un'ecoregione paleartica del bioma delle foreste di conifere temperate situata lungo la costa della Norvegia. È costituita da una serie di piccole aree con caratteristiche botaniche e clima locale paragonabili a quelli di una foresta pluviale temperata.

## Geografia
La foresta di conifere costiera della Scandinavia è un'ecoregione terrestre definita dal WWF e dal National Geographic. Il suo riconoscimento come tale si basa su parametri climatici e comprende un'area estesa lunga la costa occidentale della Norvegia da Lindesnes a sud fino a Senja a nord (più a nord le estati sono troppo fredde per consentire la crescita dei pini nelle zone costiere): in sostanza, possiamo affermare che appartengono ad essa le zone lungo la costa norvegese dove le precipitazioni elevate e gli inverni sono abbastanza miti. Nell'ecoregione sono comprese tuttavia anche aree dove le foreste di conifere sono scomparse (come le Lofoten, le cui foreste di pini sono state distrutte dall'uomo molti secoli fa) e perfino isole e promontori rocciosi dove la copertura boschiva è scarsa o del tutto assente.

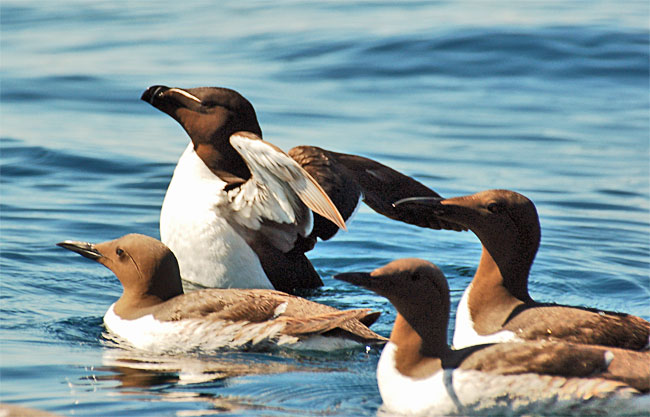
In questa ecoregione si trovano alcune delle colonie di uccelli marini più grandi d'Europa, come Røst, Lovund e Runde.

Ad altitudini poco più elevate vicino alla linea degli alberi, sulle Alpi scandinave, domina l'ecoregione delle foreste di betulle e praterie d'altitudine scandinave. In alcune zone lungo le valli, dove non ci sono barriere montuose, l'ecoregione incontra quella della taiga scandinava e russa dell'entroterra. Tra queste ricordiamo la valle di Rauma che collega Åndalsnes a Lesja e Dombås e la valle del Namdalen che collega la costa del Nord-Trøndelag alle zone più fredde dell'interno, fino alla Svezia. La superficie dell'ecoregione è resa frammentata da fiordi e montagne. Nelle foreste di pini della sua parte settentrionale vi sono alcuni degli alberi più antichi della Scandinavia, come quelli di oltre 700 anni che crescono nella valle del Forfjord a Hinnøya.

## Clima

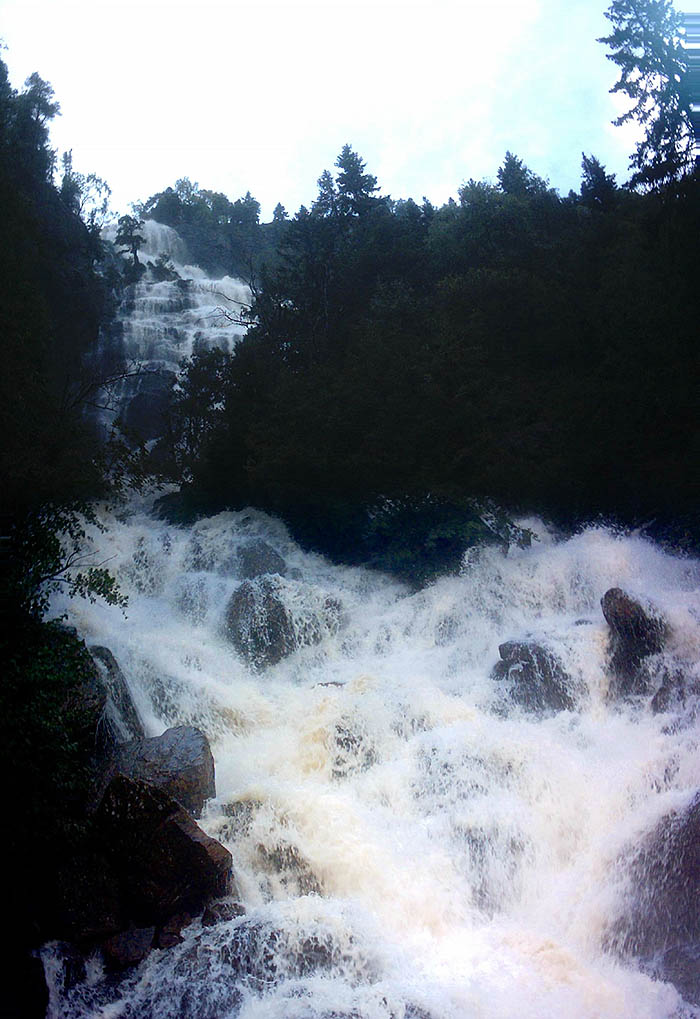
Le piogge straordinariamente forti di fine gennaio/inizio febbraio 2006 provocarono inondazioni locali in certe zone del Fosen.

La zona presenta una stagione di crescita molto lunga per la sua latitudine (140-215 giorni, più lunga al sud), con precipitazioni abbondanti e costanti durante tutto l'anno dai valori compresi tra 1200 e 3000 mm annui. A luglio le temperature medie nell'arco delle 24 ore variano tra 12 e 16 °C e quelle medie diurne sono di 14-20 °C (i valori più alti si registrano nei fiordi riparati). Gli inverni sono piuttosto miti e piovosi: le medie di gennaio vanno da -2 a 3 °C con massime diurne di 0-5 °C. L'escursione termica annua media passa dagli 8,4 °C a sud (Bergen, Stavanger), ai 6-7 °C al centro (Hitra 7,1 °C, isola di Vega 6 °C) e ai 4 °C nell'estremo nord (Andenes 4,4 °C). Questo tipo di clima corrisponde ai tipi Cfb e Cfc di Köppen, ed è paragonabile a quello presente lungo la costa della Columbia Britannica settentrionale e dell'Alaska sud-orientale.
Nella parte più piccola dell'ecoregione classificata come foresta pluviale piove per almeno 200 giorni all'anno. Le precipitazioni annue minime che sono state registrate sono variabili, ma si aggirano generalmente intorno a 1400 mm, mentre quelle medie presentano valori di 1500-2200 mm. Le estati sono miti: la stagione calda di solito non dura a lungo e le giornate veramente calde sono rare. Gli inverni sono generalmente miti e piovosi; talvolta nevica abbondantemente, ma la neve di solito si scioglie regolarmente prima della fine dell'inverno.

## Flora
L'assenza dell'abete rosso a nord del circolo polare artico (Saltfjellet) e lungo la costa sud-occidentale è dovuta principalmente alla presenza di barriere come fiordi e catene montuose, mentre gli abeti rossi che sono stati piantati dall'uomo crescono anche piuttosto a nord del circolo polare, come a Tromsø. 

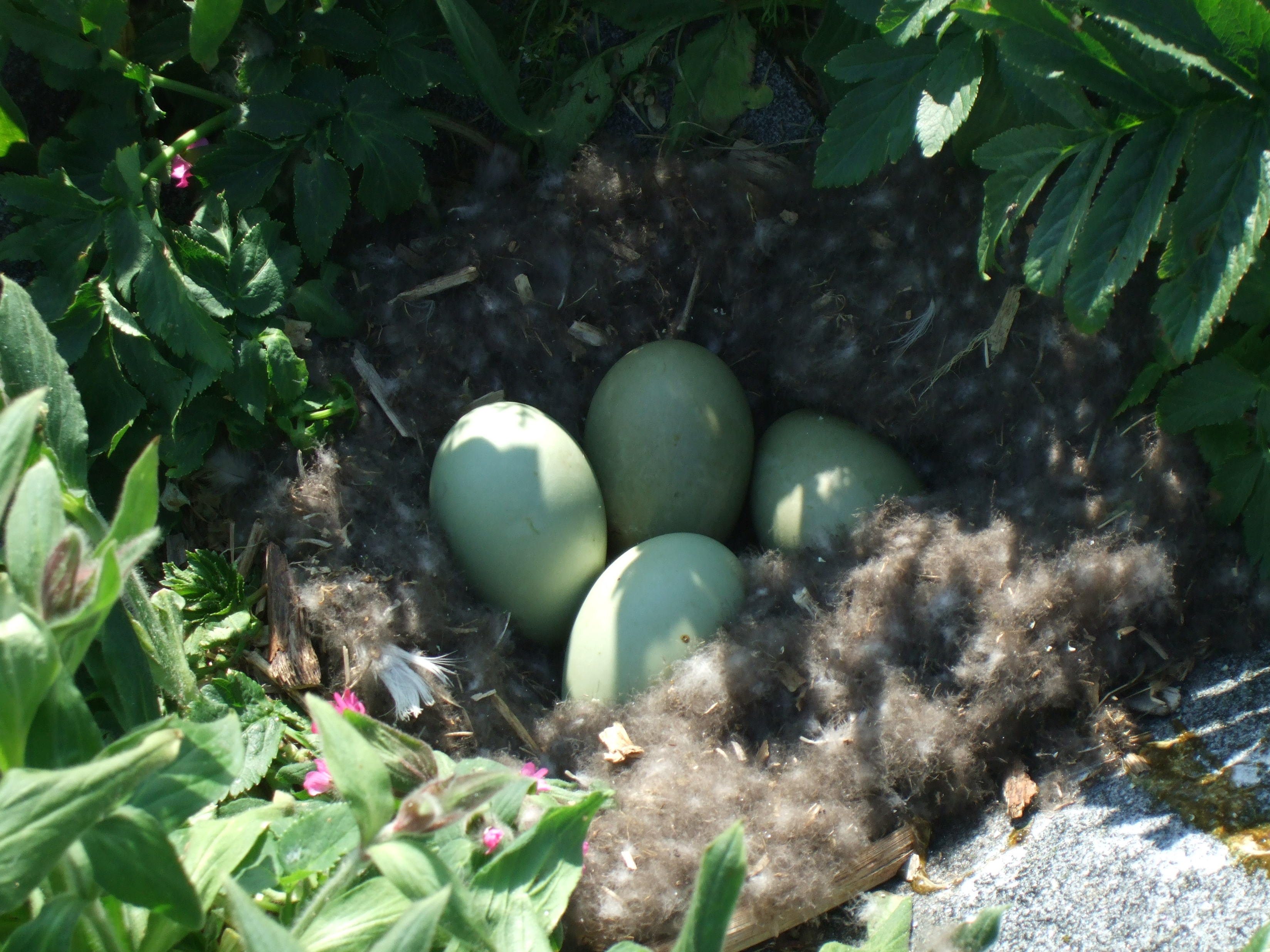
Nido di edredone.

 Il limite meridionale dell'areale dell'abete rosso in Norvegia è delimitato da montagne e fiordi che bloccano la strada, nonché dagli inverni troppo miti nelle vicinanze del mare lungo la costa sud-occidentale. Pertanto, lungo la costa sud-occidentale e i fiordi (Vestlandet o Norvegia occidentale) si trova una foresta temperata mista con pini, alcuni tassi e alberi decidui (betulle bianche, olmi montani, tigli, querce, pioppi tremuli, noccioli) nelle pianure e foreste boreali più tipiche nelle zone più elevate.
Le zone floristicamente più ricche della regione (lungo la costa a nord fino ad Ålesund, spesso sui versanti dei fiordi rivolti a sud, ma anche zone più a nord lungo il Trondheimsfjord), sebbene meno diversificate della zona dell'Oslofjord a causa delle barriere geografiche, sono considerate semiboreali e potrebbero essere considerate parte dell'ecoregione delle foreste miste sarmatiche (PA0436) o delle foreste miste umide dell'Atlantico settentrionale (PA0429). Alcune delle zone più umide di questa regione, dove le precipitazioni annue possono superare i 1500 e perfino i 2200 mm, sono talvolta considerate foreste pluviali semiboreali.

### Specie introdotte

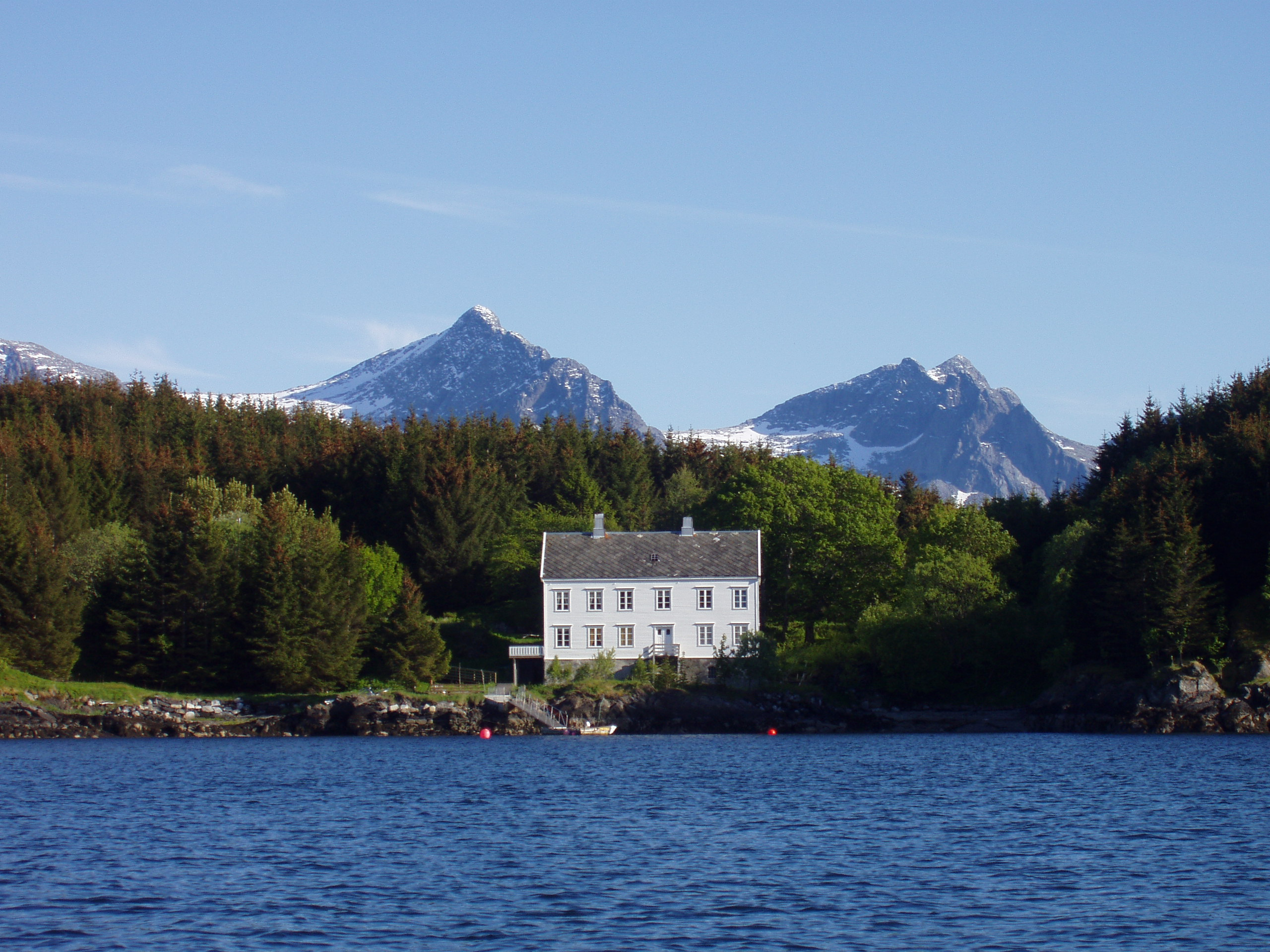
L'impronta dell'uomo, sebbene in misura minore rispetto al sud, ha trasformato gran parte dell'ecoregione. Qui vediamo il Lovøygården, un albergo d'epoca circondato da abeti di Sitka introdotti (Dønna).

Tra le specie introdotte ricordiamo il pino silvestre, che è stato piantato per scopi economici in zone al di fuori del suo areale originario sia sulla costa sud-occidentale che nella parte più settentrionale dell'ecoregione. Anche l'abete di Sitka è stato piantato intensivamente, specie vicino alla costa esterna, anche a nord, fino alle Vesterålen e ad Harstad.
L'acero di monte è stato introdotto nei giardini privati e nei cortili delle chiese più di 150 anni fa e si è diffuso copiosamente lungo la costa sud-occidentale, lungo la costa centrale (Trøndelag) e, in misura considerevolmente minore, a nord fino alle Vesterålen. È ancora più comune vicino a città e villaggi, ma sembra appurato che continuerà ad espandersi lungo la costa e i fiordi.
Oltre a queste specie, ci sono molte piante introdotte più piccole che si diffondono sempre più, come la rosa rugosa. Tuttavia, a causa del terreno spesso scosceso, la selvicoltura nella zona costiera è stata in gran parte limitata e rimangono tuttora molte aree ricoperte dalla vegetazione originaria, ma sono spesso frammentate, soprattutto nella parte meridionale dell'ecoregione. I visoni americani, fuggiti dagli allevamenti di pellicce, hanno colonizzato l'intero paese e minacciano le colonie di uccelli marini in alcune aree, ma non hanno raggiunto le isole più esterne come Røst, che ospitano le colonie più grandi. Tuttavia, sembra che la lontra, nativa della regione, sia dominante nelle zone dove condivide l'areale con il visone.

### La foresta pluviale boreale
All'interno di quest'area, che si estende alquanto in lunghezza, vi sono zone più piccole classificate come foresta pluviale boreale sulla base di criteri botanici. Gran parte delle foreste originarie è stata distrutta, ma 250 aree boschive, la maggior parte delle quali non molto grandi, sono state classificate come foresta pluviale boreale. Si trovano tra Snillfjord nella contea del Sør-Trøndelag (63° 20' N) a sud e Rana nella contea del Nordland (66° N) a nord, ma sono limitate alle aree caratterizzate da elevata umidità e spesso al riparo dal sole per la maggior parte della giornata. Rientrano in questa categoria anche alcune località dell'interno che si trovano in luoghi umidi, spesso vicino a cascate. È la principale area di foresta pluviale boreale in Europa e la Norvegia ha quindi una responsabilità particolare per quanto riguarda la sua conservazione. Questa foresta costiera si trova principalmente alle quote più basse (sotto i 200 m).
Essendo stata sfruttata per millenni a scopo agricolo e, più recentemente, dall'industria del legname, nella regione rimangono solo frammenti della foresta originaria. Le foreste pluviali boreali sono costituite principalmente da abeti rossi (Picea abies), ma anche da alberi di latifoglie. È frequente anche il ginepro comune (Juniperus communis) e vi cresce un ricco sottobosco di muschi e felci. Tuttavia, la sua caratteristica più distintiva è la diversità dei licheni, alcuni dei quali sono endemici di questa foresta o crescono solamente qui in Europa (essendo spesso più numerosi sulla costa nord-occidentale dell'America del Nord). Circa 15 delle specie più rare o caratteristiche di licheni sono state denominate Trøndelagselementet (dal nome della regione del Trøndelag). Tra i licheni più comuni ricordiamo Pseudocyphella crocata, Pannaria ahlneri, Erioderma padicellatum e Lobaria halli. Nella zona si possono trovare più di 60 specie uniche di licheni e muschi.
Esistono due sottotipi di questa foresta pluviale: il tipo del Namdalen e quello di Brønnøy/Fosen. In questa foresta vi sono anche alberi di latifoglie sparsi, specialmente nel tipo di Brønnøy/Fosen. Tra questi ricordiamo betulle come la betulla bianca (Betula pendula) e la betulla pubescente (Betula pubescens), il sorbo degli uccellatori (Sorbus aucuparia), il pioppo tremulo (Populus tremula), il salicone (Salix caprea) e l'ontano bianco (Alnus incana). Specie più rare sono l'olmo montano (Ulmus glabra), il nocciolo (Corylus avellana) e l'ontano nero (Alnus glutinosa), quest'ultimo presente solo nella parte meridionale della regione.

## Fauna

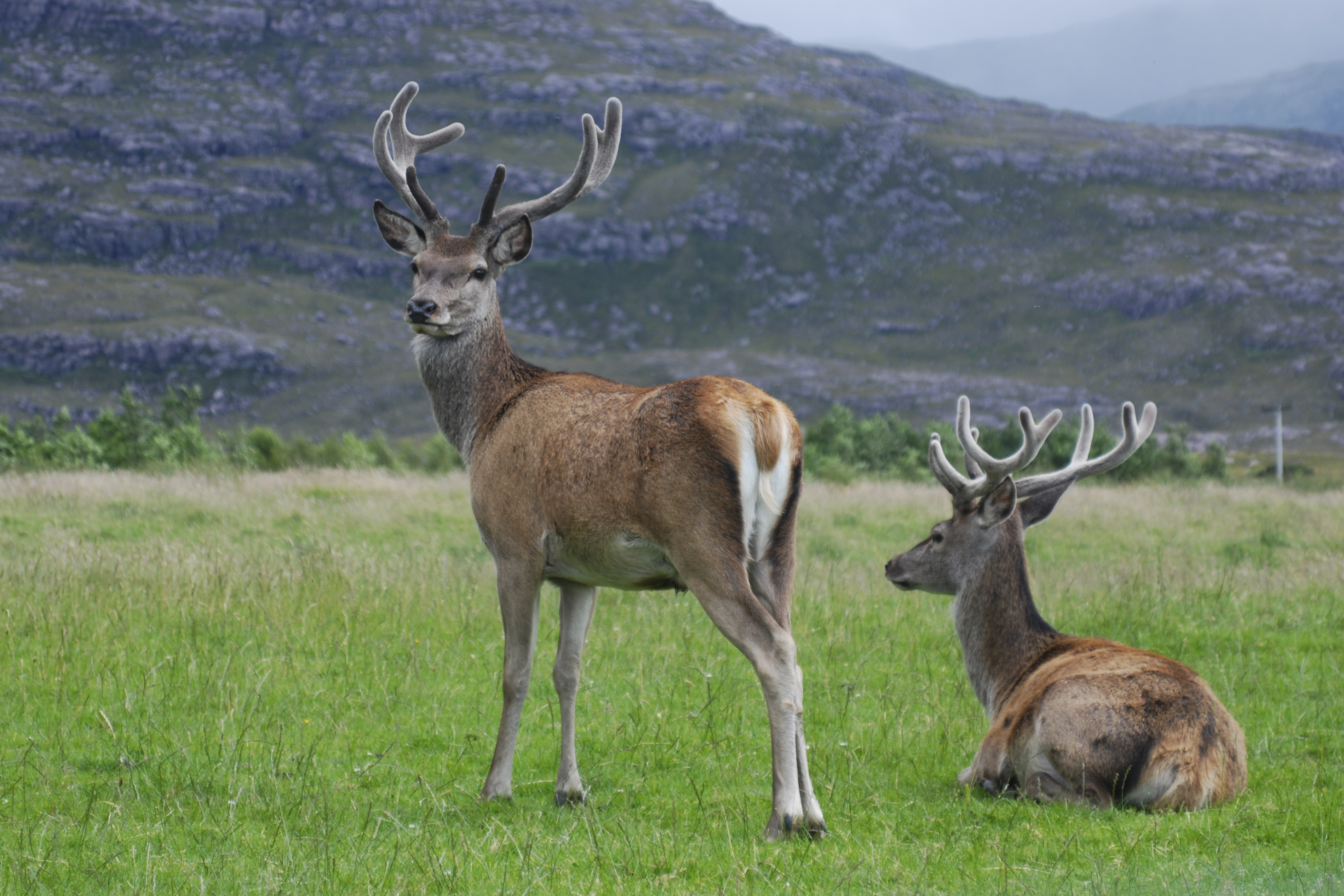
Negli ultimi decenni, il cervo si è diffuso più a nord lungo la costa e anche nell'interno.

Nell'ecoregione è presente un gran numero di specie di uccelli migratori, nonché alcune che rimangono qui tutto l'anno. Gli animali erbivori più grandi sono l'alce e il cervo (quest'ultimo solo a sud del circolo polare artico), ma è presente anche il più piccolo capriolo. Le renne possono occasionalmente scendere sulla costa a nord del Trondheimsfjord, ma di solito rimangono sugli altopiani al di fuori di questa ecoregione. I predatori sono pochi, poiché sono stati cacciati per secoli dall'uomo, che ha sterminato completamente l'orso bruno e il lupo nella zona costiera, anche se in alcune aree si aggirano nell'interno, nell'ecoregione della taiga, e in rare occasioni potrebbero avvicinarsi alla costa. La volpe e l'aquila di mare codabianca sono predatori comuni nella zona; quest'ultima è divenuta ormai molto comune dopo decenni di protezione. Sono presenti anche alcune linci, per lo più nella parte settentrionale. Lepri e lontre sono comuni e sono presenti anche i castori europei, sebbene siano più rari. Vi sono anche alcuni anfibi, tra cui la rana montana e il tritone punteggiato; il marasso si può incontrare a sud del circolo polare artico.

## Popolazione
L'ecoregione delle foreste di conifere costiere della Scandinavia è caratterizzata da una bassa densità abitativa, soprattutto nelle sue aree più umide e montuose, dove la presenza umana è tradizionalmente concentrata lungo le coste riparate, le valli fluviali e i fondovalle dei fiordi. Le principali attività economiche tradizionali sono sempre state la pesca, l'allevamento di bestiame e, in misura minore, l'agricoltura praticata nei pochi spazi pianeggianti disponibili. L'utilizzo delle risorse forestali, dalla raccolta del legname alla produzione di carbone vegetale, ha interessato la regione sin dall'epoca medievale, contribuendo in parte alla frammentazione e alla scomparsa di alcune antiche foreste costiere, come quelle delle Lofoten.
Oggi, molti insediamenti sono costituiti da piccoli villaggi costieri e comunità rurali, con poche città di maggiori dimensioni situate per lo più nei tratti meridionali della regione (come Bergen o Ålesund). Le infrastrutture viarie sono rese difficoltose dalla presenza di fiordi, montagne e una costa molto articolata; ciò ha storicamente favorito la conservazione di vaste aree naturali relativamente intatte. Negli ultimi decenni, il turismo naturalistico ha assunto un ruolo crescente nell'economia locale, con visitatori attratti dai paesaggi spettacolari, dalle foreste pluviali boreali e dalla ricchezza di flora e fauna. Tuttavia, l'abbandono delle attività tradizionali in alcune zone interne ha talvolta favorito la riconquista di habitat boschivi da parte della vegetazione spontanea.